# FC Sopron
Az FC Sopron egy megszűnt magyar labdarúgócsapat Sopronból, amelyet hét évnyi élvonalbeli tagság után kizártak az élvonalból anyagi problémák miatt.

## Története
A focicsapatot 1945-ben alapították. Az FC Sopron Futball Kft kereteiben működik. A 2000-es évtől játszik a csapat a magyar elsőosztályban. Simon Tibor a Sopron volt edzője, a Ferencvárosi TC volt játékosa, 2002-ben vesztette életét, ami a magyar sajtót sokáig foglalkoztatta. Tóth Mihály soproni támadó 17 góllal a Borsodi Liga gólkirálya lett a 2003/2004-es szezonban. Ám a legnagyobb sikerét a klub ezután az évad után érte el, ekkor ugyanis Pintér Attila vezetésével elhódította a magyar kupát.
Ezután a Matáv kiszállt a soproni labdarúgásból. A klub csődközeli helyzetbe került, de Vízer Máriusz László megvásárolta a klub 79%-t. De ekkor már a csapat nagy értékei szétszéledtek, például Tóth Mihály, Szekeres Tamás, Balogh János, Bojan Lazics, Pintér Zoltán és Bárányos Zsolt.
Az új tulajdonos viszont "falta" az edzőket. Több edző is megfordult a klubnál: Csank János, Dario Bonetti, Selymes Tibor és Détári Lajos.
Vízer Máriusz másik klubjából a román második ligás Liberty Oradeából sok játékost hozott föl.
2007 őszén viszont eladta a klub 79%-t a Carrefur Ltd.-nek.
Első döntésként kirúgták Détári Lajost, aki alatt jó szerepelt a csapat. Edzőnek pedig Vincenzo Cosco-t tették meg, aki az olasz ötöd és hatod osztályban volt edző. 
Ezek után 2007. október 13-án Sira István nyolc és fél év után elhagyta a klubot.
De az olaszok nem fizettek, ezért először licenc megvonás történt. A játékosok pedig mind elhagyták a klubot. Végül a licenc megvonás következményeként, az MLSZ Fegyelmi Bizottsága 2008. február 15-én kizárta a bajnokságból az FC Sopront. Alighanem ez a dátum Sopron város sporttörténetének fekete napjaként vonul be a történelembe.
A önkormányzat belátva, hogy az FC Sopron Futball Kft. ellehetetlenült s menthetetlen, a helyi futball életben maradására más utat választott. Első lépésként Sopronba invitálta a REAC csapatát, amely a 2007/2008-as szezon tavaszi idényében Sopronban fogja játszani a mérkőzéseit, Soproni REAC néven. A város célja volt, hogy a REAC-ot működtető gazdasági társaságot megvásárolja, s telephelycserével immár a város nevével fémjelezve új csapat szerveződjön. Mivel azonban ez bizonyos okok miatt nem sikerült, így Sopronban hosszú időre megszűnt az élvonalbeli futball.

## A megszűnés krónikája
- 2005. július 12. Marius Ladislau Vizer román vállalkozó megvásárolja a klub 51%-át. A csapat támogatói közül kilépett a főszponzor T-Com (Matáv), s az Antók Kft. is. A Vizer-érában a klubot végig botrányok kísérik, edzők, s játékosok tömkelege fordult meg Sopronban.
- 2007. szeptember 14. A londoni Carrefur Ltd. megvásárolja a klub 79%-át. Az olasz tulajdonú cég minőségi játékosokkal való erősítést ígér.[1]
- 2007. szeptember 27. Sajtótájékoztatón mutatják be az új vezetőket, az elnök Antonio Righi, míg a sportigazgató Salvatore Trunfio lesz. Righi bejelenti, Détári Lajos marad az edző.[2]
- 2007. szeptember 28. A Mór elleni Magyar Kupa mérkőzés után máris szóváltásba keveredik Détári az olaszokkal, mert sérelmezi, hogy nem fizették ki. Ezért egy nap múlva menesztik.[3]
- 2007. október 1. Vincenzo Cosco lesz a csapat edzője, akinek nincsen hivatalos licence.
- 2007. október 8. Az MLSZ vizsgálatot indít a klub ellen.[4]
- 2007.október 13. A csapatkapitány Sira Istvánnal is szerződést bontanak, utólag kiderült, ő is az elmaradt bérek ellen lépett fel.[5]
- 2007. október 29. Az MLSZ vizsgálata nem talált hiányosságot, de utasítja a licencbiztost a klub felügyeletére.[6]
- 2008. január 4. Az MLSZ megvonja az FC Sopron licencét, miután nem rendezte az szövetséggel, az APEH-kal és a játékosokkal szembeni tartozásról.[7]
- 2008. január 14. Sopron városa vételi ajánlatot küld az olaszok képviselőinek.[8]
- 2008. január 22. Szóban megállapodtak a város vezetői és a tulajdonosok képviselői a klub eladásáról.[9]
- 2008.január 23. Váratlan fordulat állt az ügyben, a város vezetői sajtótájékoztatón bejelentették, nem tudtak megegyezni a Giuseppe Romanoval, a Carrefur képviselőjével, helyette a REAC költözik Sopronba.[10]
- 2008. január 28. Miután nem érkezett a licencmegvonás ellen fellebbezés, jogerőssé vált a döntés, így az MLSZ utasítja a Fegyelmi Bizottságot, hogy zárja ki a csapatot az élvonalból.[11]
- 2008. február 15. A Fegyelmi Bizottság kizárta az élvonalból az FC Sopron Kft-t, mivel nem rendelkezik licencszel.
- 2008. április 8. A Győr-Moson-Sopron Megyei Bíróság 4.Fpk.08-08-000044/5. sz. végzésével elrendelte a FC Sopron Kft. felszámolásának megindítását.
- 2012. április 16. A Győri Törvényszék Cégbírósága 2011. december 31. napjával törli a cégjegyzékből a céget.

## Sikerek
- Magyar kupa
  -  Győztes (1): 2005
- Szuperkupa
  -  Döntős (1): 2005

### Nemzetközi kupaszereplések
| Szezon  | Bajnokság      | Forduló    | Ellenfél           | Otthon | Idegenben | Össz. |
| ------- | -------------- | ---------- | ------------------ | ------ | --------- | ----- |
| 2004    | Intertotó-kupa | 1. forduló | FK Teplice         | 1-0    | 1-3       | 2–3   |
| 2005–06 | UEFA-kupa      | 2. forduló | FK Metalurh Doneck | 0-3    | 1-2       | 1–5   |
| 2006    | Intertotó-kupa | 1. forduló | Kayserispor        | 3-3    | 0-1       | 3–4   |

## A csapat edzői
- Reszeli Soós István (2000-2001)
- Bognár György (2002)
- Komjáti András (2002-2003)
- Pintér Attila (2003)
- Dajka László (2003-2004)
- Pintér Attila (2004-2005)
- Csank János (2005)
- Selymes Tibor (2005-2006)
- László Csaba (2006)
- Dario Bonetti (2006)
- Selymes Tibor (2006)
- Roberto Landi (2006)
- Selymes Tibor (2006)
- Csertői Aurél (2006-2007)
- Dario Bonetti (2007)
- Détári Lajos (2007)
- Vincenzo Cosco (2007-2008)

## Híres játékosok
* a félkövérrel írt játékosok rendelkeznek felnőtt válogatottsággal.
| - Mark Robertson - Rolf Landerl - William Amamoo - Giuseppe Signori - Luigi Sartor - Jegia Javruján - Jozef Majoroš - Karol Praženica - Ondrej Debnár - Szabó Ottó | - Balogh János - Bárányos Zsolt - Feczesin Róbert - Gyömbér Gábor - Győri János - Hajdu Attila - Horváth András - Huszti Szabolcs - Lázár Pál | - Nagy Tamás - Pető Zoltán - Pintér Zoltán - Preisinger Sándor - Puglits Gábor - Rabóczki Balázs - Sira István - Somogyi József - Szekeres Tamás - Tóth András | - Tóth Mihály - Vincze Gábor - Zombori Zalán |

## Játékoskeret
A csapat megszűnése előtt, az alábbi játékosok voltak azok, aki nem igazoltak el, s bíztak a folytatásban. Tehát az utolsó keret 2008. február 5-én:
* a félkövérrel írt játékosok rendelkeznek felnőtt válogatottsággal.
| Kapusok | Kapusok             |
| ------- | ------------------- |
| 12      | Tanase Paul Gabriel |
| 38      | Heinrich Márk       |

| Hátvédek | Hátvédek      |
| -------- | ------------- |
| 19       | Fehér Zoltán  |
| 29       | Csikós Sándor |

| Középpályások | Középpályások  |
| ------------- | -------------- |
| 7             | Károlyi Sándor |
| 10            | Györök Tamás   |
| 85            | Ködöböcz Csaba |
| 91            | Dancs Roland   |

| Csatárok | Csatárok             |
| -------- | -------------------- |
| 9        | Danilo Dragisa Belić |
| 23       | Birtalan Botond      |
| 79       | Freud Gábor          |

## FC Sopron B (NB III)
* a dőltel írt játékosok az "A" keret tagjai is.
| Kapusok             | Kapusok |
| ------------------- | ------- |
| Tanase Paul Gabriel |         |
| Heinrich Márk       |         |

| Hátvédek        | Hátvédek |
| --------------- | -------- |
| Herczeg Endre   |          |
| Herczeg Gábor   |          |
| Körmendi László |          |
| Németh Dávid    |          |
| Varga Domonkos  |          |

| Középpályások  | Középpályások |
| -------------- | ------------- |
| Horváth Tamás  |               |
| Legoza László  |               |
| Németh Bálint  |               |
| Németh Norbert |               |
| Pál Gyula      |               |
| Pongor Zsolt   |               |

| Csatárok      | Csatárok |
| ------------- | -------- |
| Guttman Tamás |          |
| Tóth Zsolt    |          |

Edző:  Végh Tibor

## Szezonok
- Az FC Sopron 2007–2008-as szezonja
- Az FC Sopron 2006–2007-es szezonja
- Az FC Sopron 2005–2006-os szezonja
- Az FC Sopron 2004–2005-ös szezonja
- Az FC Sopron 2003–2004-es szezonja
- Az FC Sopron 2002–2003-as szezonja
- Az FC Sopron 2001–2002-es szezonja